# Монгуш, Сергей Саин-Белекович
Сергей Саин-Белекович Монгуш (28 июня 1952, п. Кызыл-Мажалык, Барун-Хемчикский кожуун, Тувинская АССР, РСФСР, СССР — 11 января 2013) — советский и российский деятель органов внутренних дел, общественный, государственный и политический деятель. Министр внутренних дел Республики Тыва с 29 августа 1994 по 2002. Генерал-майор милиции (1995).

## Биография
Родился 28 июня 1952 в посёлке Кызыл-Мажалык Барун-Хемчикского кожууна Тувинской АССР, в рабочей семье.
Получил среднее образование. В 1977 окончил Рязанскую высшую школу МВД СССР по специальности «юрист», в 1984 — Академию МВД СССР по специальности «юрист-организатор в сфере правопорядка».
С 1969 по 1970 — рабочий пульта дистанционного управления на стройке. С 1970 по 1972 проходил срочную службу в рядах Советской армии связистом.
После демобилизации с 1972 по 1973 работал монтёром Кызыл-Мажалыкского районного узла связи, в 1973 — тренер Ак-Довуракской ДЮСШ.
В органах внутренних дел с 1975. С 1977 по 1978 — следователь, с 1978 по 1979 — старший следователь следственного отдела Пий-Хемского РОВД.
С 1979 по 1982 — начальник Овюрского РОВД.
С 1979 по 1982 — депутат Овюрского районного Совета народных депутатов Тувинской АССР. С 1984 по 1988 — депутат Дзун-Хемчикского районного Совета народных депутатов Тувинской АССР.
С 1984 по 1988 — начальник Дзун-Хемчинского РОВД. С 1988 по 1991 — заместитель начальника ОБХСС МВД Тувинской АССР.
С 1990 по 1992 — депутат Верховного Совета Тувинской АССР по Алдан-Маадырскому избирательному округу Сут-Хольского района.
С 1991 по 1994 — первый заместитель министра внутренних Республики Тува — начальник криминальной милиции.
С 29 августа 1994 по 2002 — министр внутренних дел Республики Тыва.
Указом Президента Российской Федерации в ноябре 1995 присвоено специальное звание «генерал-майор милиции».
В 2002 вышел на пенсию по выслуге лет и занялся общественной и политической деятельностью. С 2002 член партии «Единая Россия». С 2003 — советник президента Республики Тыва. Председатель Комитета по национальной и региональной политике Федерации комплексного единоборства России.
С 2004 по 2005 — исполнительный директор Центра исследования биржевых операций ВНИ ИВС Министерства экономического развития и торговли Российской Федерации.
С 2005 по 2007 — президент регионального отделения Академии проблем безопасности, обороны и правопорядка Российской Федерации в Республике Тыва.
С 2007 по 2009 — депутат Законодательной палаты Великого Хурала Республики Тыва. Заместитель председателя Комитета по реализации национальных проектов и стабилизации демографической ситуации.
С февраля 2009 по май 2012 — руководитель секретариата Совета общественной безопасности при Председателе Правительства Республики Тыва.
В мае 2012 назначен главой администрации Бай-Тайгинского кожууна (района) Республики Тыва.
Скоропостижно скончался 11 января 2013.

## Семья
Был женат, имел сына и дочь. Сын также работает в МВД Тувы.

## Награды
Государственные
- Орден Дружбы
- Медаль ордена «За заслуги перед Отечеством» II степени

Ведомственные
- Медаль «За безупречную службу» I, II, III степеней
- Именное оружие — пистолет Макарова (МВД России)
- Нагрудный знак «Отличник физической культуры и спорта» (Минспорт России)

Региональные
- Заслуженный работник Республики Тыва
- Орден Республики Тыва (2013, посмертно) — за укрепление гражданского общества[2]

Иные
- Медали
- Почётный динамовец
- Мастер спорта по самбо
- Кандидат в мастера спорта по дзюдо
- Бронзовый призер чемпионата мира по самбо среди ветеранов (1996)
- Вошёл в книгу «Лучшие люди XX века Республики Тыва» (2001)
- Орден «Слава нации» II степени (Благотворительное общественное движением «Добрые люди мира»)
- Орден «За честь и верность»

## Память
Ежегодно Министерство внутренних дел по Республике Тыва проводит Открытый Республиканский турнир среди силовых структур по комплексному многоборью, посвящённый памяти генерал-майора милиции Сергея Саин-Белековича Монгуша.